# Robert Kajuga
Jerry Robert Kajuga (1960 - avant mars 2007) est un Tutsi de Kibungo. Il est président national et chef de la milice extrémiste affiliée au Mouvement révolutionnaire national pour le développement, les Interahamwe, qui est en grande partie responsable de la perpétration du génocide des Tutsi au Rwanda en 1994.
Son père avait acquis des papiers d'identité hutus pour sa famille. Afin d'éviter tout soupçon sur le fait que leur famille soit tutsie, Robert Kajuga cache son frère à l'Hôtel des Mille Collines de Kigali. Kajuga se réfugie en République démocratique du Congo pendant deux ans et demi, avant d'être arrêté par les forces de sécurité de l'ONU et d'être jugé à Kigali et condamné à la réclusion à perpétuité. Kajuga est décédé plus tard en prison avant 2007 à Kinshasa,.